# Facteur d'élongation
 (16 décembre 2017).
Les facteurs d'élongation sont une famille d'enzymes qui interviennent dans la biosynthèse des protéines lors de l'ajout d'acides aminés à l'extrémité C-terminale de la chaîne polypeptidique naissante. Leur rôle est de faciliter l'élongation.
Il s'agit d'une famille de protéines GTPase qui catalysent l'hydrolyse d'une molécule de GTP en GDP et phosphate, réaction dont la variation d'enthalpie libre actionne cette protéine motrice pour mouvoir l'ARN messager et l'ARN de transfert sur les ribosomes lors de l'élongation de la chaîne naissante au cours de la traduction de l'ARN messager en protéine :
- GTP + H2O  {\displaystyle \rightleftharpoons }  GDP + phosphate :
  - transfert de la chaîne naissante du peptidyl-ARNt au site P vers l'aminoacyl-ARNt au site A avec établissement d'une liaison peptidique ;
  - translocation de l'ARNt du site P vers le site E et du peptidyl-ARNt du site A vers le site P avec déplacement simultané de l'ARN messager de trois nucléotides par rapport au ribosome[3].

Les facteurs d'élongation forment un ensemble de protéines intervenant dans la biosynthèse des protéines aussi bien chez les procaryotes que chez les eucaryotes.

## Procaryotes
Au sein du complexe du facteur d'initiation, c'est l'IF-2b (98 kDa) qui, chez les procaryotes, se lie au GTP et l'hydrolyse. Lors de l'élongation, l'hydrolyse du GTP est catalysée entre autres par l'EF-Tu (43 kDa) du facteur de transfert et l'EF-G (77 kDa)
L'EF-Tu et l'eEF-1α catalysent la liaison de l'aminoacyl-ARNt au site ribosomique A, tandis que l'EF-G et l'eEF-2 catalysent la translocation du peptidyl-ARNt du site A vers le site P du ribosome.

## Eucaryotes
C'est l'eIF-2 (105 kDa) qui se lie au GTP chez les eucaryotes. Lors de l'élongation, les protéines qui hydrolysent le GTP sont notamment les facteurs d'élongation eEF-1α (53 kDa) et EF-2 (70-110 kDa)

## Homologies entre les facteurs d’élongation
Bactériens       Eucaryotiques/Archéens                                         Fonction
EF-Tu                         eEF-1A(α)                  permet l’entrée de l’ aminoacyl-ARNt dans un site libre du ribosome.
EF-Ts                          eEF-1B(βγ)               sert de facteur d’échange de nucléotides de Guanine pour EF-Tu, catalysant la libération de GDP par EF-Tu.
EF-G                           eEF-2                        catalyse la translocation de l’ARNt et de l’ARNm le long du ribosome à la fin de chaque cycle d’élongation  
des polypeptides. Provoque de grands changements de conformation.
EF-P                           eIF-5A                       stimule éventuellement la formation de liaisons peptidiques et résout les "décrochages".
EF-4                           (Aucun)                      Relecture
Notez que eIF5A, l’homologue archéen et eucaryotique de l’EF-P bactérien, a été classé tout d’abord comme facteur d’initiation, mais est maintenant considéré comme un facteur d’élongation.
En plus de leur machinerie cytoplasmique, les mitochondries et les (chloro)plastes eucaryotiques ont leur propre machinerie traductionnelle. Chacune de ces organites possède son propre ensemble de facteurs d’élongation de type bactérien. Chez l’Homme, ils comprennent TUFM, TSFM, GFM1, GFM2, GUF1 ; le facteur de libération nominal MTRFR peut également jouer un rôle dans l’élongation des polypeptides mitochondriaux.  Chez les bactéries, le sélénocystéinyl-ARNt nécessite un facteur d’élongation spécifique, SelB (P14081) lié à EF-Tu. Quelques homologues se trouvent également dans les archées, mais leurs fonctions sont encore inconnues à ce jour.